# Балка Трушевська
Балка Трушевська — ботанічний заказник місцевого значення. Об'єкт розташований на території Запорізького району Запорізької області, село Біленьке.
Площа — 3 га, статус отриманий у 1980 році.
Статус надано з метою охорони місць зростання лікарських рослин. Охороняється цілинна балка, де зростають пижмо, подорожник, деревій. 
У заказнику трапляються представники раритетної весняної флори, в тому числі занесені до Червоної книги України: горицвіт волзький, сон лучний, брандушка різнобарвна та Червоного списку Запорізької області: півники карликові.